# Amenhotep (polgármester)

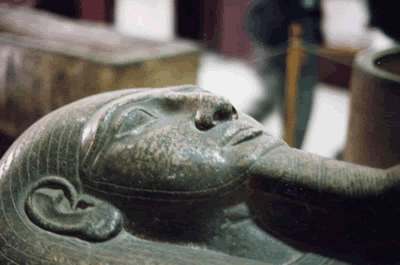
Amenhotep Hui szarkofágja

Amenhotep (más néven Hui) ókori egyiptomi hivatalnok volt, Memphisz polgármestere a XIX. dinasztia idején, II. Ramszesz uralkodása alatt.
Főleg két szarkofágjáról ismert, amelyeket a harmadik átmeneti korban újrahasznosítottak, és a korszak legszebb, magánsírból előkerült sírleletei közé tartoznak, valamint egy piramidionjáról és usébtijeiről, amelyek a Szerapeumból kerültek elő. Úgy tűnik, II. Ramszesz uralkodásának közepe felé töltötte be pozícióját, mert a fáraó uralkodásának elején egy bizonyos Ptahmosze volt a memphiszi polgármester. Amenhotep sírja mindeddig nem került elő, de, mint azt szarkofágja újrafelhasználása mutatja, már a harmadik átmeneti kor előtt kirabolhatták.
Címei többek között: Memphisz nagy polgármestere, Ptah városának polgármestere, hű és szeretett királyi írnok, az uralkodó templomának háznagya.

## Fordítás
- Ez a szócikk részben vagy egészben  az   Amenophis (Bürgermeister von Memphis) című német Wikipédia-szócikk ezen változatának fordításán alapul.  Az eredeti cikk szerkesztőit annak laptörténete sorolja fel. Ez a jelzés csupán a megfogalmazás eredetét és a szerzői jogokat jelzi, nem szolgál a cikkben szereplő információk forrásmegjelöléseként.